# Federatie van Nigeria
De Federatie van Nigeria was van 1960 tot 1963 een onafhankelijk land binnen het Gemenebest van Naties met de Britse koningin Elizabeth II als staatshoofd (een Commonwealth realm). Het land ontstond op 1 oktober 1960 toen de Kolonie en Protectoraat Nigeria onafhankelijk werd van het Verenigd Koninkrijk. Op 31 mei 1961 werd het noordelijke deel van Brits-Kameroen bij Nigeria gevoegd (het zuidelijke deel werd later dat jaar bij Kameroen gevoegd). Op 1 oktober 1963 werd de monarchie afgeschaft en de Federale Republiek Nigeria uitgeroepen.

## Bestuur
De Britse koningin Elizabeth II was staatshoofd van Nigeria als zijnde de Koningin van Nigeria. De koningin werd in haar functie vertegenwoordigd door een gouverneur-generaal. Tot 16 november 1960 was dit James Wilson Robertson, daarna, tot de uitroeping van de republiek, Nnamdi Azikiwe. Nnamdi Azikiwe werd na de uitroeping van de republiek de eerste president van Nigeria. In de periode dat Nigeria een monarchie was, heeft de koningin het land nooit bezocht. Daarvoor (in 1956, toen het nog een kolonie was) en daarna (in 2003, toen het een republiek was) is Elizabeth II wel in Nigeria geweest.
De premier van Nigeria was Abubakar Tafawa Balewa. Na de uitroeping van de republiek bleef hij premier totdat hij bij de staatsgreep van 15 januari 1966 om het leven kwam. De post van premier werd daarna afgeschaft.